# 수끼 행

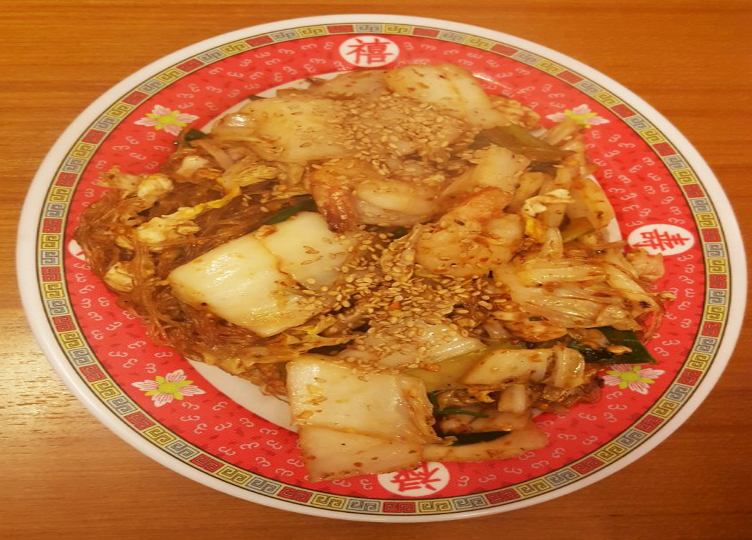
수끼 행

수끼 행은 태국식 볶음면 요리로 태국식 수끼(สุกี้)와 마른 요리를 뜻하는 행(แห้ง)의 합성어이다.

## 제조법
재료: 태국식 당면, 달걀, 돼지고기 또는 새우, 양배추, 버섯, 청경채, 수끼 소스
제조법
- 태국식 당면을 삶는다.
- 기름을 두르고 돼지고기를 볶는다.
- 달걀을 스크램블한다.
- 볶은 돼지고기와 계단과 삶은 당면을 팬에 넣고 물과 수끼 소스를 섞어 볶는다.
- 청경채와 버섯, 양배추를 추가하여 볶아낸다.

## 특징
수끼 소스에는 고추와 취두부가 들어가 향이 맵고 독하다.

## 같이 보기
- 타이 요리

## 참고 문헌
- 푸드 조선, 상수동에서 만나는 정통 태국요리 - http://food.chosun.com/site/data/html_dir/2015/02/12/2015021202058.html 보관됨 2015-07-02 - 웨이백 머신
- 수끼 행 제조법, FoodTravel.tv - https://www.youtube.com/watch?v=38qcJ9b6oIU